# Manuel Castro Almeida

Manuel Castro Almeida (28 de Outubro de 1957) é um politico português e antigo Secretário de Estado do Desenvolvimento Regional do governo de Pedro Passos Coelho. É o atual Ministro da Economia e da Coesão Territorial do XXV Governo Constitucional, cargo que exerce desde junho de 2025. 
No XXIV Governo Constitucional, exerceu a função de Ministro da Coesão Territorial
Anteriormente, foi Deputado pelo PSD, Secretário de Estado da Educação e de Desporto e, por três vezes, Presidente da Câmara Municipal de São João da Madeira.

## Biografia
É licenciado em Direito, foi vice-presidente da Junta Metropolitana do Porto e presidente da Associação de Municípios das Terras de Santa Maria, além de ter desempenhado uma série de cargos a nível partidário, no PSD, como Secretário-Geral Adjunto, Vice-Presidente do PSD e Conselheiro Nacional do PSD. A 1 de Fevereiro de 2016 tornou-se sócio e presidente do Conselho de Administração da Mistura Singular - Capital.
Com a chegada de Rui Rio à presidência do Partido Social Democrata, Manuel Almeida foi escolhido para ser um dos vice-presidentes do partido.